# Прокконен, Павел Степанович
Па́вел Степа́нович Про́кконен (фин. Paavo Prokkonen; настоящая фамилия — Проко́фьев) (16 июля 1909, деревня Клюшина Гора, Повенецкий уезд, Олонецкая губерния, Российская империя — 18 июля 1979, Петрозаводск, Карельская АССР, РСФСР, СССР) — советский государственный и политический деятель, Председатель Совета Народных Комиссаров — Совета Министров Карело-Финской ССР (1940—1947, 1950—1956), Председатель Президиума Верховного Совета Карельской АССР (1956—1979).

## Биография
Родился в карельской деревне Клюшина Гора, в семье бедного крестьянина-карела. В детстве участвовал в красных партизанских отрядах на территории, занятой финскими войсками. Позже попал в детдом. В 1922—1925 годах учился в Паданской сельской школе. С 1925 года работал в личном хозяйстве, лесорубом на лесозаготовках, продавцом кооператива, председателем комитета крестьянского общества кассы взаимопомощи, секретарём, председателем Клюшиногорского сельского совета.
Член ВКП(б) с 1930 года. В 1934 году окончил Ленинградский институт советского строительства им. М. И. Калинина, после чего был назначен на должность инструктора исполкома Олонецкого районного Совета депутатов трудящихся, председателем исполкома которого он стал уже в 1937 году. В 1938 году, после чисток в руководстве Карельской АССР, был повышен до должности заместителя Председателя Совета Народных Комиссаров Карельской АССР.
В декабре 1939 года под именем Пааво Прокконен (фин. Paavo Prokkonen) был включен в состав Терийокского правительства, созданного советским правительством для смены законного правительства Финляндии в случае полной победы Красной Армии в Зимней войне. Будучи карелом по национальности, в созданном правительстве Прокконен получил портфель «министра по делам Карелии». В боевых действиях участвовал лично, занимался организацией лыжных отрядов. Контужен в бою под Лоймолой. К концу советско-финской войны Терийокское правительство было распущено. Прокконен продолжил свою карьеру в государственных структурах Карело-Финской ССР, в 1940 году назначен первым председателем Совнаркома Карело-Финской ССР, избран депутатом Верховного Совета Карело-Финской ССР.
С началом Великой Отечественной войны был назначен уполномоченным ГКО по КФССР по восстановлению Кировской железной дороги и по лесозаготовкам. Кроме того, занимался организацией производства оружия и боеприпасов для нужд фронта. Принимал личное участие в испытании гранат, вследствие чего потерял кисть правой руки.
В 1947 году направлен на учёбу в Высшую партийную школу при ЦК КПСС, после окончания которой в 1950 году был назначен на должность Председателя Совета Министров КФССР.
В 1957 году заочно окончил юридический факультет Ленинградского государственного университета
После преобразования КФССР в Карельскую АССР и ухода О. В. Куусинена со своего поста избран Председателем Президиума Верховного Совета Карельской АССР. Этот пост он занимал вплоть до своей смерти в 1979 году.
Избирался делегатом XIX—XXV-го съездов КПСС. Член Центральной ревизионной комиссии КПСС (1952—1961).
Похоронен на Сулажгорском кладбище Петрозаводска.

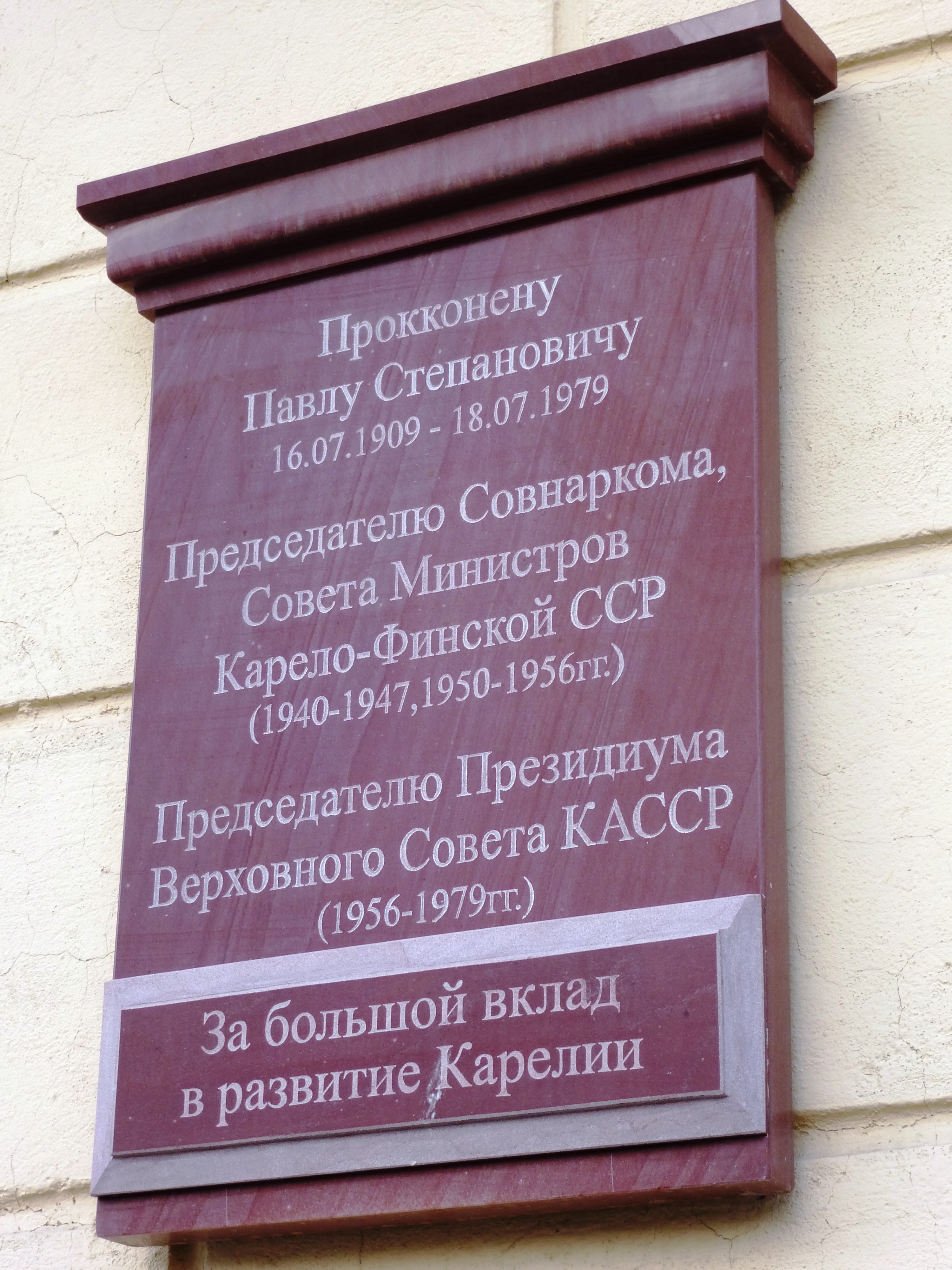
Мемориальная доска в Петрозаводске на здании по ул. Кирова, 24

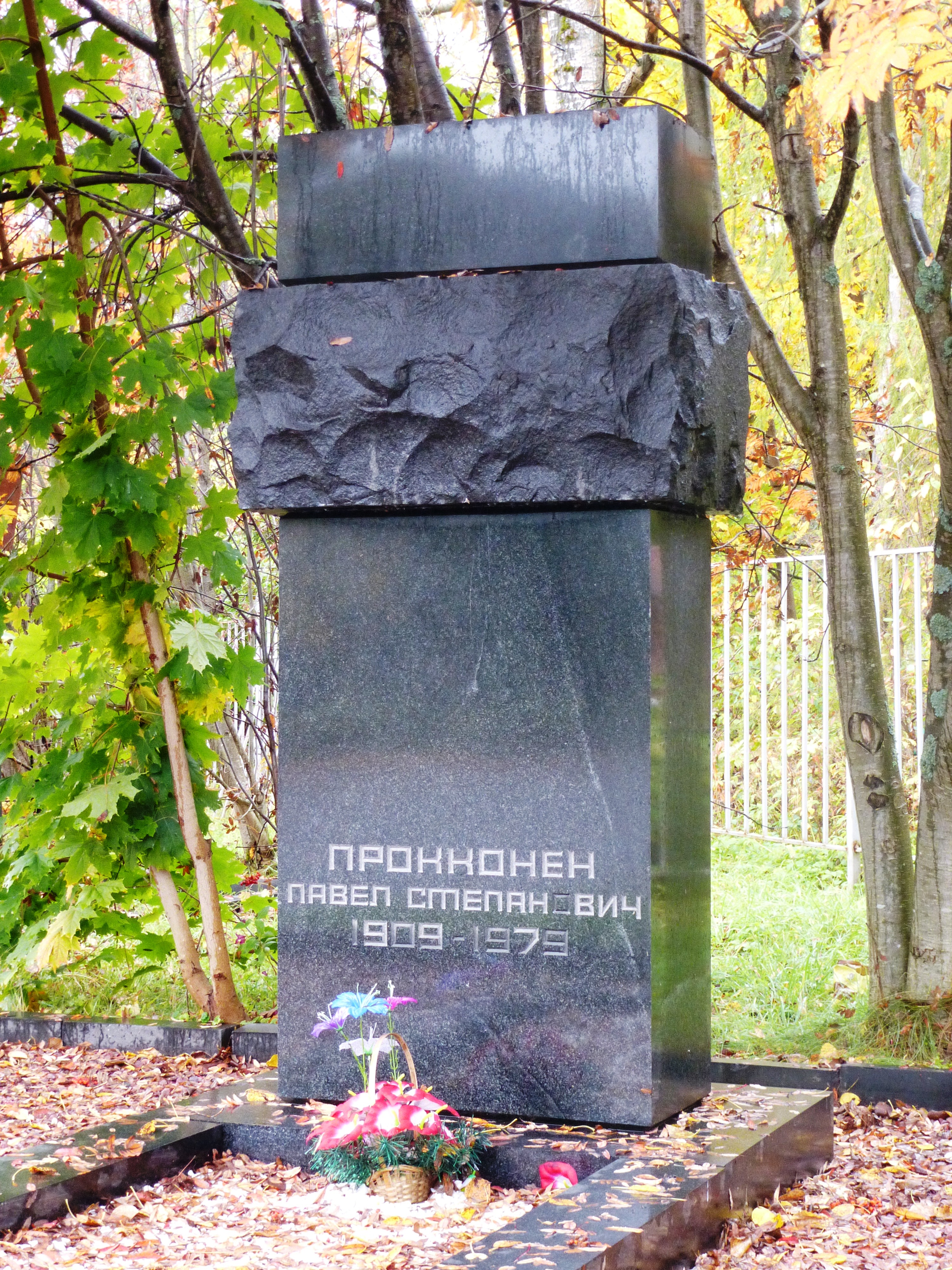
Памятник П. С. Прокконену на Сулажгорском кладбище.

## Награды
- 2 ордена Ленина
- орден Отечественной войны II степени
- 2 ордена Трудового Красного Знамени
- орден Дружбы народов (13.07.1979)
- 2 ордена «Знак почёта» (в том числе 15.07.1969)

## Опубликованные сочинения
- Прокконен П. С. Героизм народа в дни воины: Воспоминания. — Карелия 1974 — D811. 5 .P73 1974